# Sister's noise
《sister's noise》(시스터'즈 노이즈, "자매들의 외침")는 프립사이드의 노래로 애니메이션 《어떤 과학의 초전자포 S》의 첫번째 여는 노래로 쓰인 노래다.

## 같이 보기
- 어떤 과학의 초전자포
- only my railgun